# Karamık, Çay
Karamık là một thị trấn thuộc huyện Çay, tỉnh Afyonkarahisar, Thổ Nhĩ Kỳ. Dân số thời điểm năm 2011 là 995 người.